# Eric McLean
Eric Donald McLean (* 25. September 1919 in Montreal; † 19. August 2002 in Montreal) war ein kanadischer Journalist und Musikkritiker.

## Leben
McLean hatte Klavierunterricht bei Alfred La Liberté und Paul Lafrance und studierte Harmonielehre und Komposition bei Claude Champagne am McGill Conservatory. Während des Zweiten Weltkrieges arbeitete er als Funker für das Transport Command der Royal Air Force. Ab 1946 war er Mitarbeiter des Montreal Standard, ab 1947 als Musikkritiker. 1949 wurde er als Nachfolger von Hugh Poynter Bell Musikkritiker des Montreal Daily Star. Nachdem die Zeitschrift 1979 eingestellt worden war, arbeitete er in gleicher Funktion bis 1988 für die Montreal Gazette. Außerdem verfasste er Beiträge für Musik- und Kunstzeitschriften Opera Canada (Great Canadian musical figures of the past, 1990–95), das Canada Music Book und das Canadian Music Journal sowie für das New Grove Dictionary und trat im Radioprogramm der CBC als Kritiker und Kommentator auf. Er war mit Glenn Gould befreundet und gilt als Entdecker der Sängerin Maureen Forrester.
Bekannt wurde McLean auch durch seinen Einsatz für den Erhalt der historischen Architektur Montreals (Mayor of Old Montreal). Er war Mitglied und ab 1962 Präsident der Jacques Viger Commission, schrieb das Buch The Living Past of Montreal (1963, in dritter Auflage 1991) und übersetzte Jean Palardys Les meubles anciens du Canada français (The Early Furniture of French Canada, 1963). Ab 1957 war er Mitglied, von 1975 bis 1977 Vizepräsident des Arts Council of Greater Montreal. Von 1965 bis 1966 war er Präsident der Music Critics' Association of America, von 1970 bis 1977 Mitglied des Canada Council of the Arts. 
Im Jahr 1973 wurde McLean mit der Canadian Music Council Medal ausgezeichnet. 1975 wurde er zum Officer des Order of Canada ernannt. 1993 wurde ihm die Medaille der Société historique de Montréal verliehen. Außerdem war er Mitglied im Board of Governors der McGill University, im Board of Directors des Montreal Museum of Fine Arts sowie Fellow der Royal Society of Arts.